# 蘇葉姆齊
50°24′21″N 27°34′7″E / 50.40583°N 27.56861°E
蘇葉姆齊（烏克蘭語：Суємці），是烏克蘭中部日托米爾州的村落，由茲維亞赫爾區的巴拉尼夫卡市鎮所轄，距離日托米爾約94公里，始建於1571年，面積4.22平方公里，海拔高度217米，2001年人口888，人口密度每平方公里210.43人。